# 懷特萊克 (紐約州奧奈達縣)
懷特萊克（英語：White Lake）是位於美國紐約州奧奈達縣的普查規定居民點。

## 人口
根據2020年美國人口普查的數據，懷特萊克的面積為6.30平方千米，當中陸地面積為5.31平方千米，而水域面積為0.99平方千米。當地共有人口121人，而人口密度為每平方千米19.21人。